# Кейо (лунный кратер)
Кратер Кейо (лат. Cailleux) — большой ударный кратер в южном полушарии обратной стороны Луны. Название присвоено в честь французского палеонтолога и геолога Андре Кайё (1907—1986) и утверждено Международным астрономическим союзом в 1997 г.

## Описание кратера
Ближайшими соседями кратера являются кратер Прандтль на западе; кратер Пуанкаре к юго-западной части вала которого примыкает кратер Кейо и кратер Лайман на юго-востоке. Селенографические координаты центра кратера 60°25′ ю. ш. 153°30′ в. д. / 60,41° ю. ш. 153,5° в. д., диаметр 52,9 км, глубина 2,3 км.
Кратер Кейо располагается внутри бассейна Южный полюс — Эйткен, имеет циркулярную форму и существенно разрушен за длительное время своего существования. Вал сглажен, внутренний склон вала широкий и гладкий, отмечен множеством мелких кратеров. Высота вала над окружающей местностью достигает 1120 м, объём кратера составляет приблизительно 2 000 км3. Дно чаши плоское, без приметных структур.

## Сателлитные кратеры
Отсутствуют.